# چشم‌ها کاملاً باز (آلبوم سابرینا کارپنتر)
چشم‌ها کاملاً باز (انگلیسی: Eyes Wide Open) نخستین آلبوم استودیویی سابرینا کارپنتر، خواننده آمریکایی است. این آلبوم در ۱۴ آوریل ۲۰۱۵ توسط هالیوود رکوردز منتشر شد. کارپنتر از سال ۲۰۱۴ برنامه‌ریزی برای این پروژه را آغاز کرد؛ پس از اینکه اولین آلبوم چندآهنگهٔ خود به نام نمی‌تونی دختری رو به خاطر تلاشش سرزنش کنی را منتشر کرده بود، قصد داشت یک آلبوم پرآهنگ بسازد. تمام قطعات آن آلبوم چندآهنگه در این آلبوم قرار گرفتند. این آلبوم از سال ۲۰۱۳ تا ۲۰۱۵ ضبط شد که بیشتر کار در سال ۲۰۱۴ انجام شد. از نظر موسیقایی، چشم‌ها کاملاً باز یک آلبوم پاپ است که از سبک‌های فولک، پاپ راک و تین پاپ تأثیر گرفته است. تولید این آلبوم شامل گیتار، پیانو، درام و کیبورد است. از نظر محتوایی، این آلبوم بر تجربیات شخصی کارپنتر، دوستی، عشق و مشکلات نوجوانی تمرکز دارد.
این آلبوم بازخوردهای مثبتی از منتقدان موسیقی دریافت کرد و در نخستین هفتهٔ انتشارش در جایگاه ۴۳ جدول بیلبورد ۲۰۰ ایالات متحده، جایگاه ۳۱ در جدول فروش آلبوم‌های بیلبورد و جایگاه ۱۴ در جدول آلبوم‌های دیجیتال بیلبورد قرار گرفت. این آلبوم در هفته اول بیش از ۱۲٬۰۰۰ کپی فروش داشت. چشم‌ها کاملاً باز دو تک‌آهنگ داشت: «ما ستاره خواهیم شد» که در ۱۳ ژانویه ۲۰۱۵ منتشر شد و تک‌آهنگ آغازین «چشم‌ها کاملاً باز» که در ۷ آوریل ۲۰۱۵ منتشر گردید.